# Ungaran
Ungaran – miasto w Indonezji na Jawie w prowincji Jawa Środkowa, ośrodek administracyjny kabupatenu Semarang.